# Liaoxi
Liaoxi, även känd som Liaohsi var en provins i nordöstra Kina som etablerades av Folkrepubliken Kinas regering 1949 och upplöstes 1954, då den förenades med Liaodong i den nyupprättade Liaoning-provinsen.

## Källa
- Xiuzhen Zhonghua renmin gongheguo fesheng jitu (Beijing: Yaguang yudi xueshe chuban, 1950).